# كيم سيونغ جون
كيم سيونغ جون (15 نوفمبر 1990 ببوهانغ في كوريا الجنوبية - ) هو لاعب كرة قدم كوري جنوبي في مركز الوسط. شارك مع منتخب كوريا الجنوبية تحت 23 سنة لكرة القدم. أما مع النوادي، فقد لعب مع آلبيركس نيغاتا وKataller Toyama ‏ وSeoul E-Land FC ‏ ونادي سانغجو ‏.

## روابط خارجية
- كيم سيونغ جون على موقع رابطة كرة القدم اليابانية للمحترفين (اليابانية)
- كيم سيونغ جون على موقع دوري كوريا الجنوبية (الإنجليزية)
- كيم سيونغ جون على موقع Soccerway.com (الإنجليزية)